# Xylocarpus rumphii
Xylocarpus rumphii là một loài thực vật có hoa trong họ Meliaceae. Loài này được (Kostel.) Mabb. miêu tả khoa học đầu tiên năm 1982.